# William Ralph Maxon
William Ralph Maxon, född den 27 februari 1877 i Oneida, New York, död den 25 februari 1948 i Terra Ceia, Florida, var en amerikansk botaniker och pteridolog.
Han examinerades 1898 med en filosofie kandidatgrad i biologi vid Syracuse University och tillbringade ett år vid Columbia University för att forska om ormbunksväxter tillsammans med Lucien Marcus Underwood. 1899 började han arbeta vid United States National Museum, som är en del av Smithsonian Institution, där han blev kvar under hela sin karriär.
Auktorsnamnet Maxon kan användas för William Ralph Maxon i samband med ett vetenskapligt namn inom botaniken; se Wikipediaartiklar som länkar till auktorsnamnet.